# Pont Pie-IX
Pour les articles homonymes, voir Pie IX (homonymie).
Le pont Pie-IX est un pont routier qui relie Montréal (arrondissement Montréal-Nord) à Laval, en enjambant la rivière des Prairies. 

## Situation et accès
Il ainsi les régions administratives de Montréal et de Laval. 

## Caractéristiques
Le pont est emprunté par la route 125. Il comporte six voies de circulation, soit trois par direction, séparées par un muret central. Environ 83 000 véhicules empruntent le pont chaque jour, soit 30,3 millions de véhicules par année.

## Origine du nom
Le nom du pont honore le cardinal Giovanni Maria Mastai Ferretti (1792-1878), qui devint le pape Pie IX en 1846.

## Historique

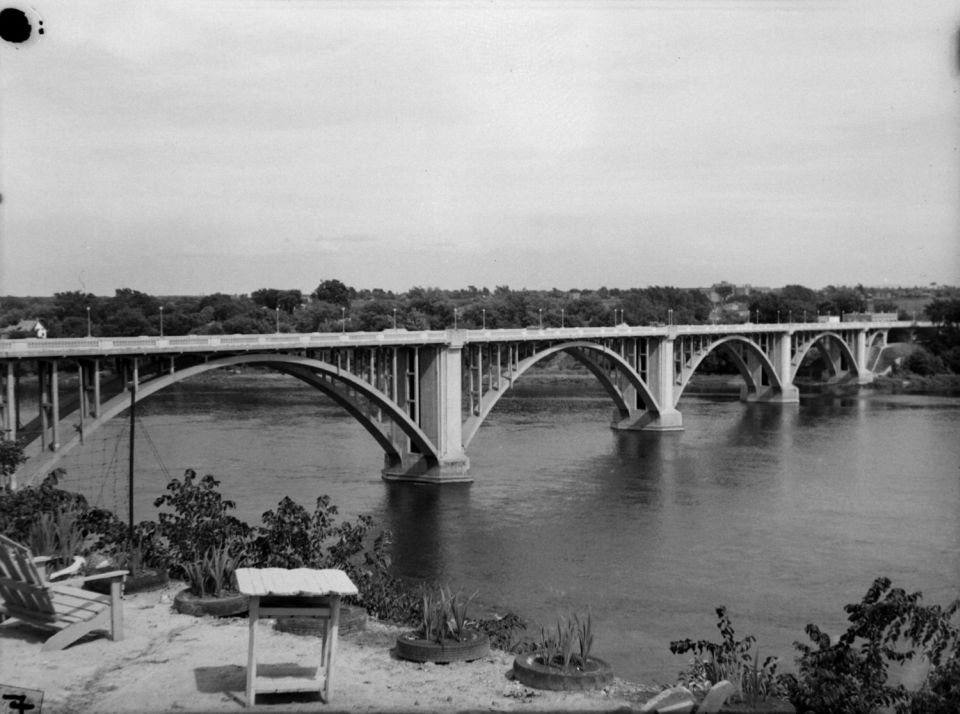
Le pont Pie-IX en 1948.

Construit pendant la Crise économique des années 1930 sous la direction de l'ingénieur Marius Dufresne, le pont a été ouvert à la circulation le 5 décembre 1937. 

Pendant les années 1940, il était connu sous le nom de pont Le Caron en l'honneur de Joseph Le Caron (1586-1632), premier à célébrer une messe à Montréal en 1615 aux abords de la rivière des Prairies, en présence de Samuel de Champlain.
Souffrant d'usure, il est reconstruit au milieu des années 1960 et sa largeur fut doublée. Le pont est renommé en 1967 et son nom est en lien avec le boulevard Pie-IX, sur lequel il aboutit du côté de Montréal. 